# Roodbuikprachtwever
De roodbuikprachtwever (Malimbus erythrogaster) is een zangvogel uit de familie Ploceidae (wevers en verwanten).

## Verspreiding en leefgebied
Deze soort komt voor van Nigeria en Kameroen tot het oostelijke deel van Centraal-Congo-Kinshasa, Soedan en Oeganda.